# 巴尔迪莱查
巴尔迪莱查，是西班牙马德里自治区的一个市镇。总面积42.48平方公里，总人口2910人（2013年），人口密度68人/平方公里。